# Avenue Clot-Bey
L’avenue Clot-Bey est une voie marseillaise située dans le 8e arrondissement de Marseille. 

## Situation et accès
Elle prolonge l’avenue Alexandre-Dumas jusqu’à la place Bonnefon.
Elle se trouve dans les quartiers de Sainte-Anne et de Bonneveine et longe l’est du parc Borély. Elle mesure 1 128 mètres de long pour 12 mètres de large.

## Origine du nom
La rue doit son nom à Antoine Clot alias Clot-Bey, médecin français (1793-1868). 

## Historique
Elle prend sa dénomination actuelle par délibération du Conseil municipal du 5 février 1895.
Auparavant, elle s'appelait « Ancien chemin vicinal de Montredon ».
L'avenue est classée dans la voirie de Marseille le 9 juillet 1959.

## Bâtiments remarquables et lieux de mémoire
- Aux numéros 10 et 12 se trouve l’ancien siège de la RTM, qui a déménagé en 2018 au 79 boulevard de Dunkerque dans le 2e arrondissement.
- Au numéro 46 se trouve le lycée Honoré-Daumier.
- Au numéro 65 se trouve le stade Jean-Bouin, où se trouve le siège du Stade Marseillais Université Club.
- Aux numéros 100 et 102 se trouve la paroisse orthodoxe russe Saint-Hermogène.
- Au numéro 134 se trouve le musée des Arts décoratifs, de la Faïence et de la Mode, situé dans le château Borély. (ISBN 2-86276-195-8).